# فناوری مغز
فناوری مغز (انگلیسی: Brain technology) یا سامانه‌های خودآموز، گونه‌ای از فناوری است که از جدیدترین یافته‌های علوم اعصاب و کاشت مغزی استفاده می‌کند. این اصطلاح اولین بار توسط آزمایشگاه هوش مصنوعی در زوریخ سوئیس، در پروژه Roboy معرفی شد. فناوری مغز می‌تواند در ربات‌ها، سامانه‌های مدیریت دانش و هر برنامه دیگری با قابلیت یادگیری خودکار استفاده شود. به‌طور خاص، برنامه‌های فناوری مغز اجازه می‌دهند معماری یادگیری که اغلب به عنوان «نقشه‌های دانش» شناخته می‌شود، به تصویر کشیده شود.

## پژوهش و کاربردها
اولین نمونه‌های استفاده از واسط مغز و رایانه (BCI) در انسان‌ها و حیوانات در دهه ۱۹۶۰ اتفاق افتاد، زمانی که ویلیام گری والتر نشان داد که می‌توان از سیگنال‌های نوار مغزی (EEG) ثبت‌شده از مغز انسان برای کنترل یک پروژکتور اسلاید استفاده کرد.
بلافاصله پس از آن، ژاک جی. ویدال در سال ۱۹۷۱ اصطلاح واسط مغز و رایانه (BCI) را ابداع کرد. آژانس پروژه‌های تحقیقاتی پیشرفته دفاعی (DARPA) برای اولین بار شروع به تأمین مالی تحقیقات واسط مغز و رایانه کرد و از آن زمان تاکنون چندین پروژه BCI را تأمین مالی کرده است. پیش‌بینی می‌شود که این بازار تا سال ۲۰۲۲ به ارزش ۱٫۷۲ میلیارد دلار برسد. واسط‌های مغز و رایانه فعالیت مغز را ثبت می‌کنند، اطلاعات را از بدن منتقل می‌کنند، داده‌ها را از طریق الگوریتم‌ها پردازش می‌کنند و آنها را به سیگنال‌های کنترلی تبدیل می‌کنند.
در سال ۲۰۱۲، یک مطالعه برجسته در مجله Nature نشان داد که دو نفر مبتلا به فلج چهار اندام هنگامی که به سیستم واسط عصبی BrainGate متصل شدند، قادر به کنترل بازوهای روباتیک از طریق فکر بودند. این دو شرکت‌کننده توانستند به اشیاء در فضای سه‌بعدی برسند و آنها را بگیرند و یکی از شرکت‌کنندگان از این سامانه برای اولین بار پس از فلج شدن نزدیک به ۱۵ سال قبل، برای خودش قهوه سرو کرد.
در اکتبر ۲۰۲۰، دو بیمار توانستند به صورت بی‌سیم یک سیستم عامل را برای پیامک، ایمیل، خرید و بانکداری با استفاده از تفکر مستقیم از طریق رابط مغز و رایانه Stentrode کنترل کنند. این اولین باری بود که یک رابط مغز و رایانه از طریق رگ‌های خونی بیمار کاشته می‌شد و نیاز به جراحی مغز باز را برطرف می‌کرد.
در حال حاضر گروه‌های مختلفی در حال بررسی دستگاه‌های آزمایشی با استفاده از رابط‌های مغز و رایانه هستند که پتانسیل تغییر اساسی در شیوه زندگی بیماران مبتلا به فلج و طیف وسیعی از اختلالات عصبی را دارند. این گروه‌ها شامل ایلان ماسک، فیس بوک، و دانشگاه کالیفرنیا در سانفرانسیسکو می‌شوند. این سامانه‌ها همچنین به عنوان یک دستگاه تعدیل عصبی در حال بررسی هستند و در نهایت ممکن است به تشخیص و درمان طیف وسیعی از بیماری‌های مغز، مانند صرع و بیماری پارکینسون کمک کنند.